# Registrazione binaurale

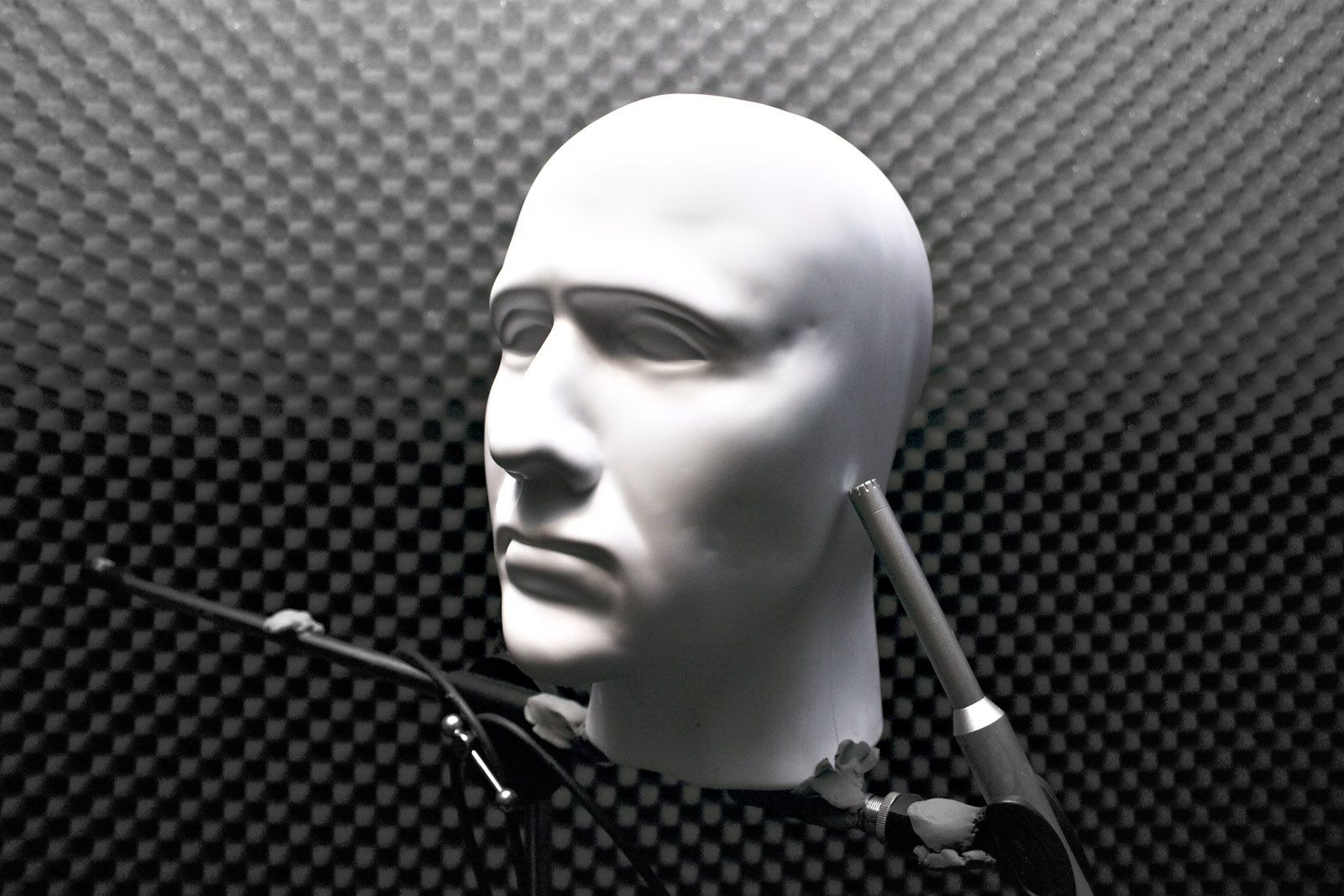
Testa artificiale utilizzata per registrazioni binaurali.

La registrazione binaurale (ovvero: a due orecchi ) è un metodo di registrazione stereofonica tridimensionale del suono, ottimizzato per l'ascolto in cuffia. Come gli altri metodi, cerca di riprodurre il più fedelmente possibile (HiFi), le stesse percezioni spaziali, ambientali (direzionali, a 360° sferici) e timbrico-acustiche originarie, che poteva avere un ascoltatore situato nello stesso ambiente di ripresa, dell'evento sonoro.

## Tecnica di registrazione
La tecnica più semplice di registrazione binaurale, prevede l'utilizzo di due microfoni posti su un sostegno in direzione reciprocamente divergente, a circa 15-20 cm di distanza l'uno dall'altro. Questa metodologia basica, pur simulando la posizione nello spazio delle orecchie umane, non consente ancora una registrazione binaurale vera e propria, in quanto non tiene conto dell'effetto fisico che la testa dell'ascoltatore produce sulla propagazione del suono, tra un orecchio e l'altro.
Una tecnica più elaborata prevede l'utilizzo di una testa artificiale (tipo quella di un manichino), costruita con dimensioni e materiali atti a riprodurre fedelmente l'assorbimento sonoro di una vera testa umana, e soprattutto, la funzione di separatore naturale tra i due canali uditivi (destro e sinistro), permettendo una ripresa dei suoni con le stesse variazioni di fase, livelli di volume e risposte in frequenza. Questa testa riproduce, con particolare fedeltà, anche la forma dei padiglioni auricolari e dei canali uditivi, al cui interno vengono posti due microfoni particolari, i quali tentano di simulare la risposta dei timpani, e in tal modo cercano di captare il suono come risulta equalizzato e modificato in fase, dalla testa umana, nel modo più simile a come l'avrebbe percepito un ascoltatore reale nella stessa posizione.
Tuttavia, esistono metodi ancora più sofisticati, che utilizzano dei complessi apparati di equalizzazione oltre alle teste artificiali, ma anche dei metodi più semplificati, tra cui quello che prevede l'utilizzo di un particolare disco fonoassorbente (disco Jecklin) tra i due microfoni contrapposti, per simulare le funzioni della ben più complessa (e costosa) testa artificiale. 

## Binauralità e stereofonia

Tecnica ORTF-stereo

La registrazione binaurale viene spesso ritenuta differente da quella stereofonica, poiché le due tipologie di ascolto sono differenti, ma in effetti si tratta anch'essa di una tecnica di registrazione stereofonica, ed in particolare si tratta di una configurazione simile alla ORTF, dove, ovviamente, sia il diagramma polare risultante che l'angolazione dei microfoni (90°-110°), sono leggermente diversi dalla configurazione originale, che viene usata nella ripresa stereofonica per l'ascolto con casse acustiche ambientate (e non in cuffia). 
La stereofonia è possibile per il fatto che l'uomo possiede due orecchie, ma la vera differenza tra le tecniche di ripresa è strettamente ancorata alla differente metodologia di ascolto: con casse acustiche o in cuffia. 
Come è noto, l'ascolto della comune programmazione stereofonica (musica, TV, ecc) tramite cuffie tende a confondere il senso della spazialità registrata. Si nota anche una resa sonora differente rispetto all'ascolto con impianti stereo ambientati, nonostante molti lavori di post produzione tentino di trovare una sorta di compromesso che adatta il suono anche per l'ascolto in cuffia. Ma essendo due sistemi di ascolto talmente differenti, non è mai possibile trovare "la quadra" giusta.
La registrazione binaurale viene usata e riprodotta al meglio, mediante l'esclusivo ascolto in cuffia, in special modo tramite i modelli in-ear (auricolari, da infilare dentro le orecchie). Tuttavia, le tecnologie più sofisticate, disponendo di strumenti di equalizzazione psicodinamica e di teste artificiali di particolare precisione anatomica (ad es. il Neumann® KU 100), consentono anche un eccellente ascolto tramite altoparlanti stereo ambientati, ma con i risultati spaziali, complementari ed opposti rispetto ad una registrazione per casse acustiche ambientate.
Una ulteriore complicazione è data dal fatto che la testa umana attenua fisiologicamente il suono che arriva di fronte, per le frequenze attorno a 5 kHz. Per tale motivo, molti modelli di cuffie in commercio, sia di gamma medio bassa che elevata, presentano una attenuazione intorno a tale frequenza. E dato che la registrazione binaurale con testa artificiale attenua naturalmente quella banda di frequenze (in quanto si comporta esattamente come un orecchio vero e proprio), l'ascolto di tali registrazioni dovrebbe essere effettuato con una cuffia avente una risposta in frequenza lineare (o piatta), da ottenersi tramite apparati elettronici appositamente costruiti o tramite equalizzazione del segnale amplificato. 

## Riproduzione
La ricreazione nell'ascolto della binauralità rimarrà sempre una "simulazione", e quindi non sarà mai uguale alla reale percezione di oggetti sonori disposti nell'ambiente portando all'udito un esatto bilanciamento di volumi e di pressione sonora che sollecitino in un modo preciso e irripetibile (trattandosi di elementi analogici) la membrana basilare e tutti componenti dell'orecchio interno. L'ascolto in differita di una registrazione binaurale è per principio un'esperienza diversa per le orecchie, perché esse vengono sollecitate da due altoparlanti e, indipendentemente che questi vengano disposti nell'ambiente o direttamente sulle orecchie tramite cuffie, non riusciranno mai a ricreare l'esatta pressione acustica e i pattern di oscillazione delle cellule ciliate.
È anche vero che è possibile illudere l'orecchio umano molto facilmente (vedasi: toni binaurali e la frequente incapacità dell'udito di discriminare lo stesso file audio in versione lossless da quello in versione lossy, differenza invece virtualmente molto facile da scovare tramite uno strumento come lo spettrogramma o lo spettroscopio); pertanto, dinanzi ad un'ottima registrazione binaurale un soggetto potrebbe ritenere l'esperienza già molto soddisfacente e vicina a quella della vera binauralità.
I suoni delle registrazioni binaurali sono spesso usati per cercare di stimolare il meridiano sensoriale (assumendo quindi un senso di "installazione" a fini terapeutici), ma nulla impedisce di usare un tale tipo di ripresa per scopi artistici: esistono già metodi di sintesi del suono per modelli fisici, in grado di simulare in modo fedele la binauralità di un segnale; alternativamente, è possibile registrare uno strumento reale con questo tipo di configurazione e successivamente elaborare il suono in vari modi (ad esempio con la granulazione), per poi inserire il risultato all'interno di un mix, o eventualmente lasciarlo isolato creando così una composizione solistica.

## Curiosità
Binaural, sesto album della band Pearl Jam, deve il titolo proprio a questa tipologia di registrazione, usata per alcune canzoni.
Nell'ottobre 2018 viene pubblicato Elettro Acqua 3D, il primo concept album in 3D audio, mixato in binaurale, realizzato dal cantautore Marco di Noia e dal compositore di musica elettronica Stefano Cucchi.